# Phyllonorycter argentinotella
Phyllonorycter argentinotella là một loài bướm đêm thuộc họ Gracillariidae. Nó được tìm thấy ở Québec và Hoa Kỳ (Illinois, Kentucky, Pennsylvania, New York, Vermont, Connecticut và Massachusetts).
Sải cánh dài 6.5–8 mm.
Ấu trùng ăn Ulmus species, bao gồm Ulmus americana, Ulmus fulva và Ulmus rubra. Chúng ăn lá nơi chúng làm tổ.